# Apollon du Tibre
L'Apollon du Tibre est une statue romaine en marbre, possible reflet d'un original grec en bronze datable du milieu du Ve siècle avant notre ère. Dégagé du lit du Tibre à Rome, lors de la fabrication de piliers pour le Pont Garibaldi (1885, pont achevé en 1888), elle est conservée au Musée national romain dans le Palais Massimo alle Terme, à Rome.

## Description
Cette statue se rattache au style sévère. Certains commentateur ont proposé de l'attribuer à   Phidias, au début de sa carrière. D'autres hypothèses en font une création romaine classicisante.
La statue représente Apollon sous les traits d'un jeune homme debout en posture frontale, la tête penchée vers l'avant. Le bras gauche et la main droite sont lacunaires. Ils devaient porter les attributs du dieu: un arc et des flèches ou bien un rameau de laurier. Ce type statuaire à l'attitude pensive et intériosée a fourni un modèle pour plusieurs statues-portraits d'Antinoüs réalisées au IIe siècle de notre ère.
Une statue appartenant au même type a été trouvée sur le site archéologique de Cherchell, en Algérie.